# Патриотический избирательный блок
Патриотический избирательный блок (рум. Blocul Electoral Patriotic, BEP) - левый избирательный альянс в Республике Молдова, созданный для участия в парламентских выборах 2025 года. Было предложено переименовать блок в Патриотический избирательный блок Социалистов, Коммунистов, Сердце и Будущее Молдовы (рум. Blocul Electoral Patriotic al Socialiștilor, Comuniștilor, Inimii și Viitorul Moldovei).

## История
4 июня 2025 года была создана платформа "За Молдову" с целью объеденения оппозиционных партий, которая получила поддержку от партии Социалистов, партии Коммунистов и партии Будущее Молдовы. 4 июля 2025 года Игорь Додон объявил о переговорах по созданию левого блока. Владимир Воронин позже подтвердил, что в блок войдут ПСРМ, ПКРМ, партия Сердце Молдовы и партия Будущее Молдовы. 22 июля лидеры четырех партий объявили о создании избирательного блока.
Опрос, проведенный IMAS в июне 2025 года, показал, что потенциальный левый блок, состоящий из 4 партий, набирает 34,8%, что выше правящей партии Действия и Солидарность с 30%.
Блок был зарегистрирован партиями Социалистов, Сердца и Будущего Молдовы 3 августа 2025 года. Партия Коммунистов также подала заявку на вступление в блок и была принята 5 августа. Коммунисты предложили переименовать альянс после своего вступления в него.

## Состав
| Партия | Партия                                | Идеология                 | Лидер            | Мест в Парламенте |
| ------ | ------------------------------------- | ------------------------- | ---------------- | ----------------- |
|        | Партия социалистов Республики Молдова | демократический социализм | Игорь Додон      | 18 из 101         |
|        | Партия коммунистов Республики Молдова | марксизм-ленинизм         | Владимир Воронин | 8 из 101          |
|        | Сердце Молдовы                        | социал-демократия         | Ирина Влах       | 0 из 101          |
|        | Будущее Молдовы                       | левый национализм         | Василий Тарлев   | 0 из 101          |